# Carolus Wigius
Carolus Magni Wigius, död 21 maj 1652 i Höreda församling, Jönköpings län, var en svensk präst i Höreda församling.

## Biografi
Carolus Wigius var son till kyrkoherden Magnus Caroli i Norra Vi församling. Han prästvigdes 1622 och blev 1627 komminister i Svinhults församling. Wigius blev 1647 kyrkoherde i Höreda församling. Han avled 21 maj 1652 i Höreda församling.
Wigius gifte sig 1629 med Anna Rydelia. Hon var dotter till kyrkoherden Andreas Olavi i Västra Ryds församling. Wigius och Rydelias barn antog moderns efternamn Rydelius. Efter Wigius död gifte hon om sig med kyrkoherden Olavus Dahlman i Höreda församling.